# 上星川駅
上星川駅（かみほしかわえき）は、神奈川県横浜市保土ケ谷区上星川一丁目にある、相模鉄道相鉄本線の駅である。駅番号はSO07。

## 歴史
現在の橋上駅舎になる前は木造の駅舎を持っていた。改札口は木製で、待合室と売店があり、手小荷物も扱っていた。改札を出ると構内踏切があった。
- 1926年（大正15年）12月1日：神中鉄道の星川駅（初代）として開業[1]。
- 1927年（昭和2年）5月31日：当駅 - 北程ヶ谷駅（現・星川駅）間が開業、中間駅となる。
- 1933年（昭和8年）4月1日：上星川駅に改称。
- 1972年（昭和47年）11月22日：橋上駅舎化。
- 1991年（平成3年）10月10日：相模鉄道初の自動改札機設置（入場用×3基、出場用×2基）。
- 2024年（令和6年）9月29日：ホームドアの使用を開始[2]。

### 駅名の由来
駅所在地の地名「上星川」から（なお、星川の地名の由来については「星川 (横浜市)#沿革」を参照のこと）。

## 駅構造
相対式ホーム2面2線を持つ地上駅で、橋上駅舎を有する。駅舎は自由通路を兼ねている。かつては下り線側に待避線が設けられていた。
バリアフリー対応工事が進んでおり、2007年（平成19年）2月から2008年（平成20年）末頃まで、電車とホームの隙間を減らすホーム改良工事を行った。これに伴い、駅舎からホームおよび地上部とを連絡するエレベーターが設置された。また、2009年（平成21年）6月から、新しいサインシステムへの交換を進めている。また待合室も設置されている。
駅のホーム西側付近を東日本旅客鉄道（JR東日本）東海道本線の貨物支線（通称・羽沢線）の高架橋が相鉄線を跨ぐ形で横切っているが、同線に駅は設置されておらず、また高架橋全体を防音シェルターで覆われているため、走行する列車を見ることはできない。また、駅構内には相模鉄道上星川保線区が設置され、架線点検用の高所作業車の軌陸車が配置されている。また保線区の事務所の隣には1966年（昭和41年）11月22日に当地に遷座した鹽田稲荷神社があり、相模鉄道の電車の乗務員室に貼られているお守り札の授与元はこの神社である。また交通安全祈願の祭祀もここで行われている。なお保線区の敷地内に建立されているため、関係者以外は神社に立ち入ることはできない。

### のりば
| 番線 | 路線     | 方向 | 行先                                             |
| ---- | -------- | ---- | ------------------------------------------------ |
| 1    | 相鉄本線 | 下り | 海老名・湘南台・羽沢横浜国大（西谷乗り換え）方面 |
| 2    | 相鉄本線 | 上り | 横浜方面                                         |

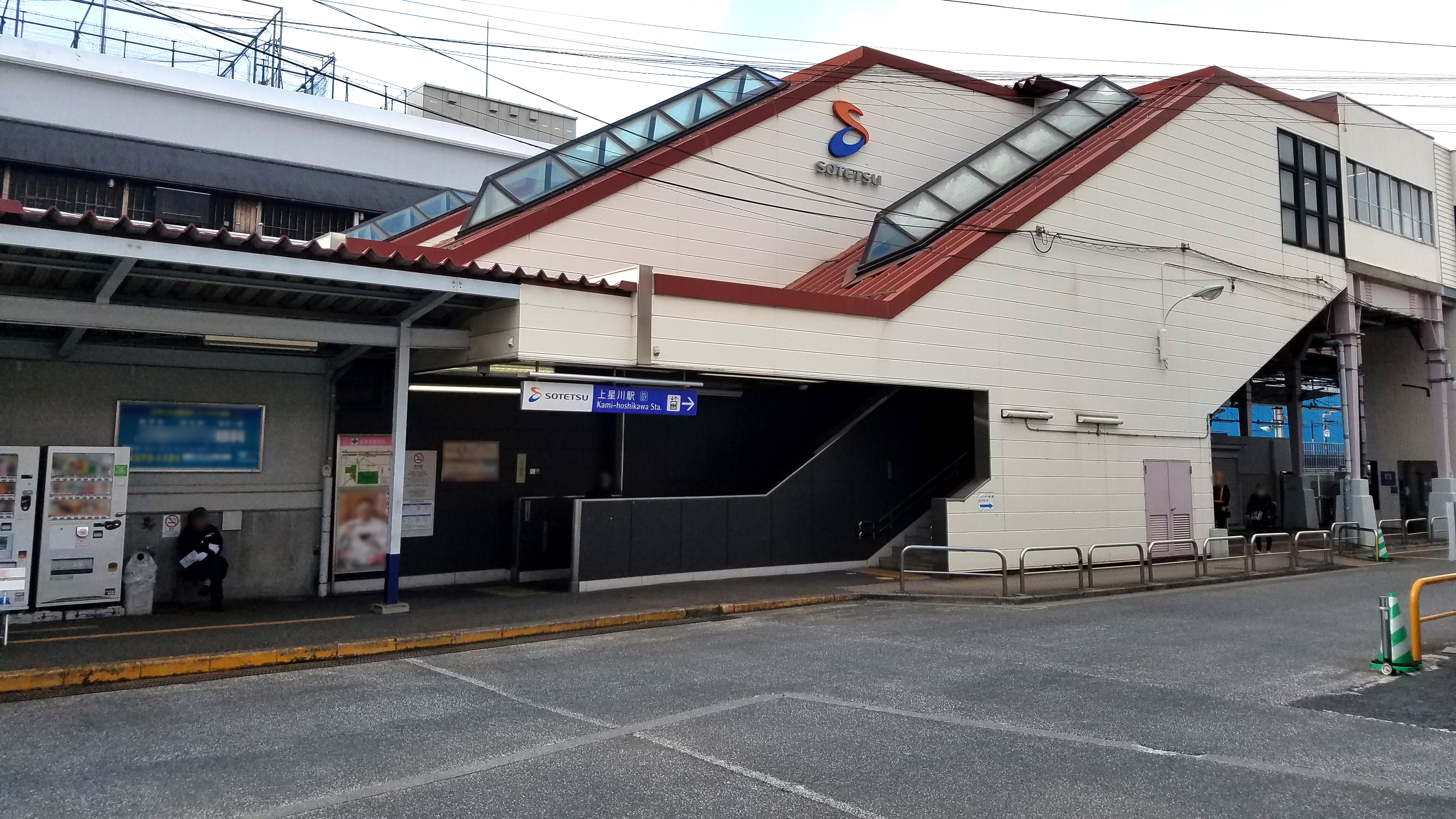
北口（2020年1月）
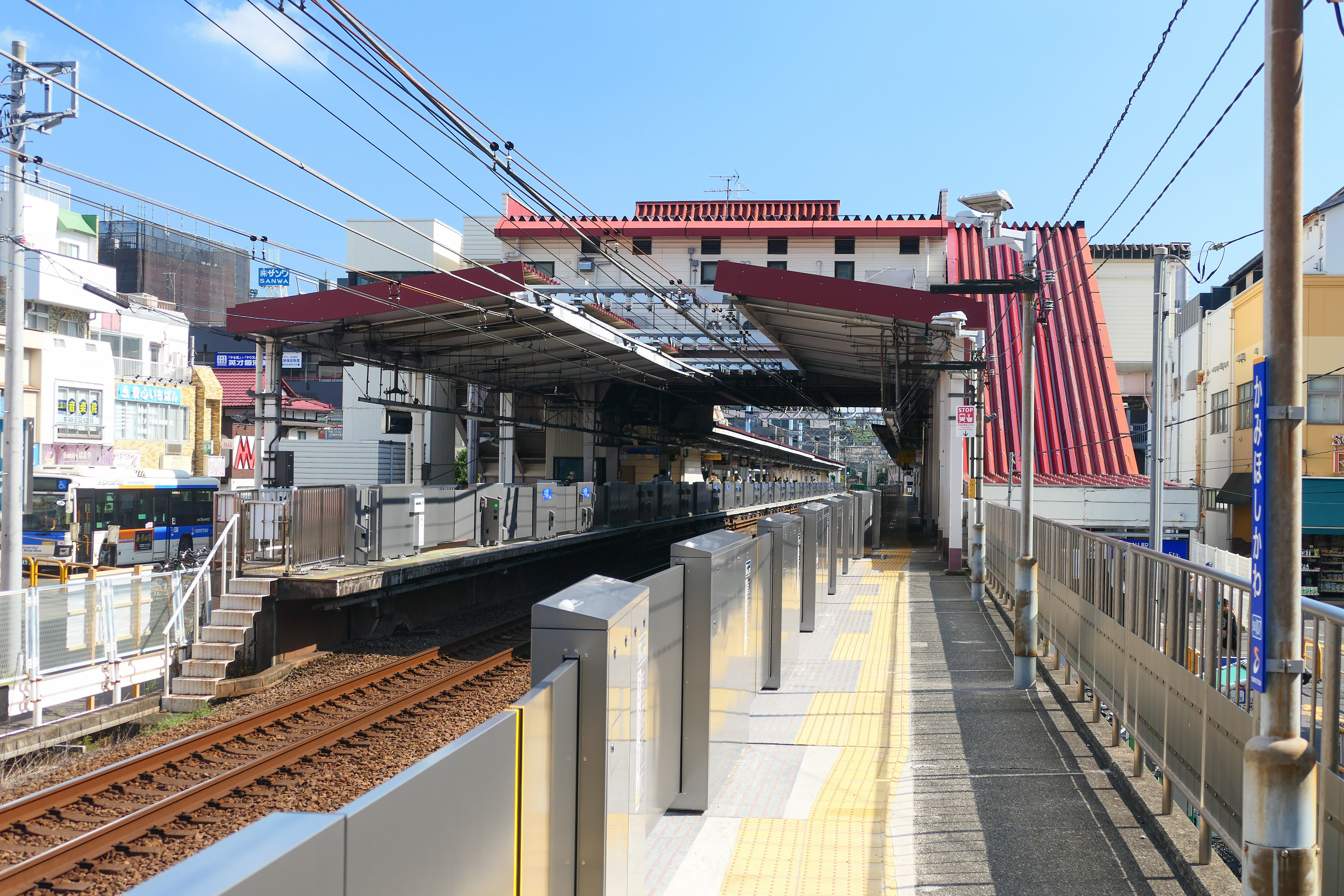
ホーム（2024年10月）
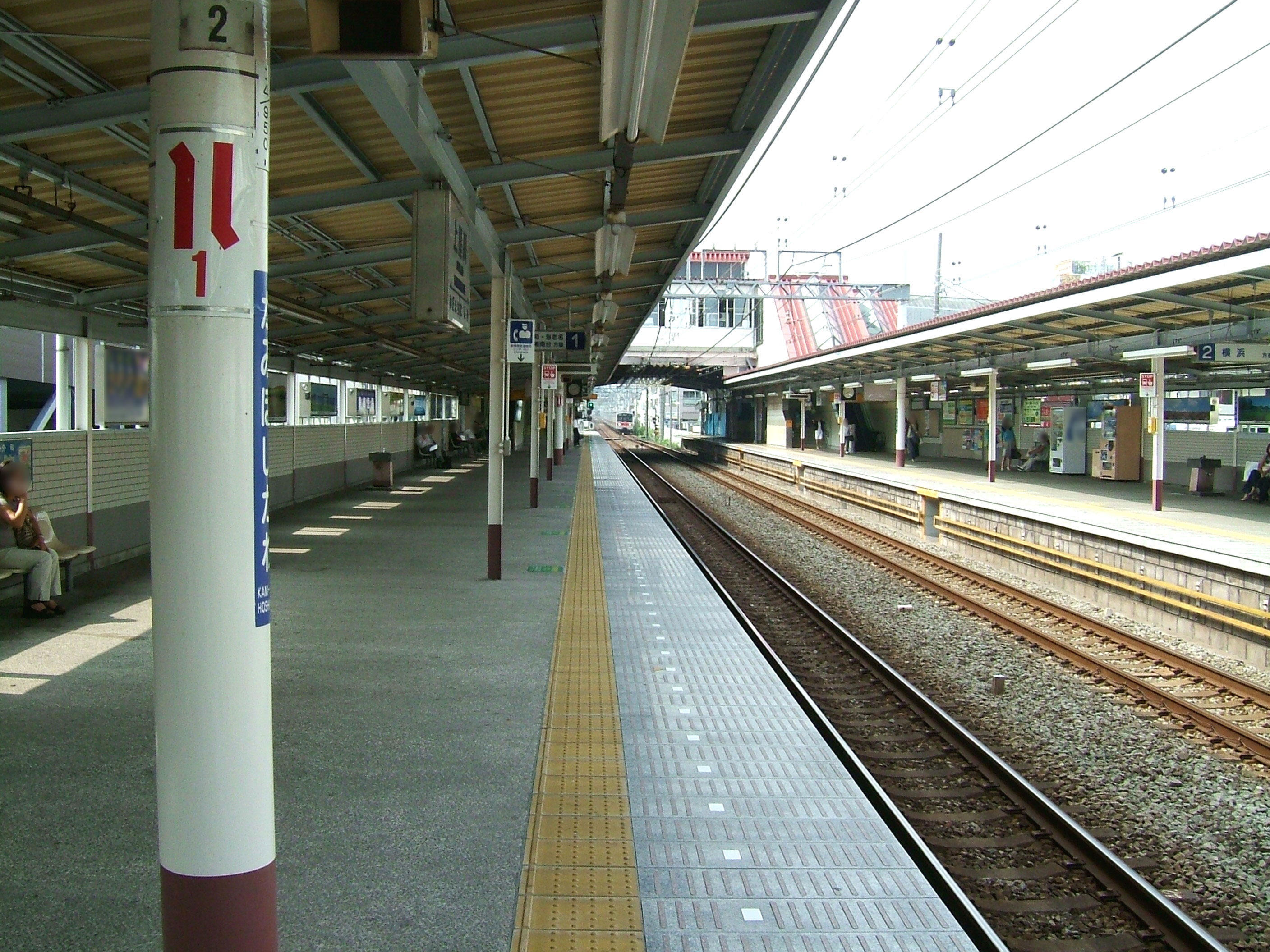
ホームドア設置前のホーム（2008年9月）
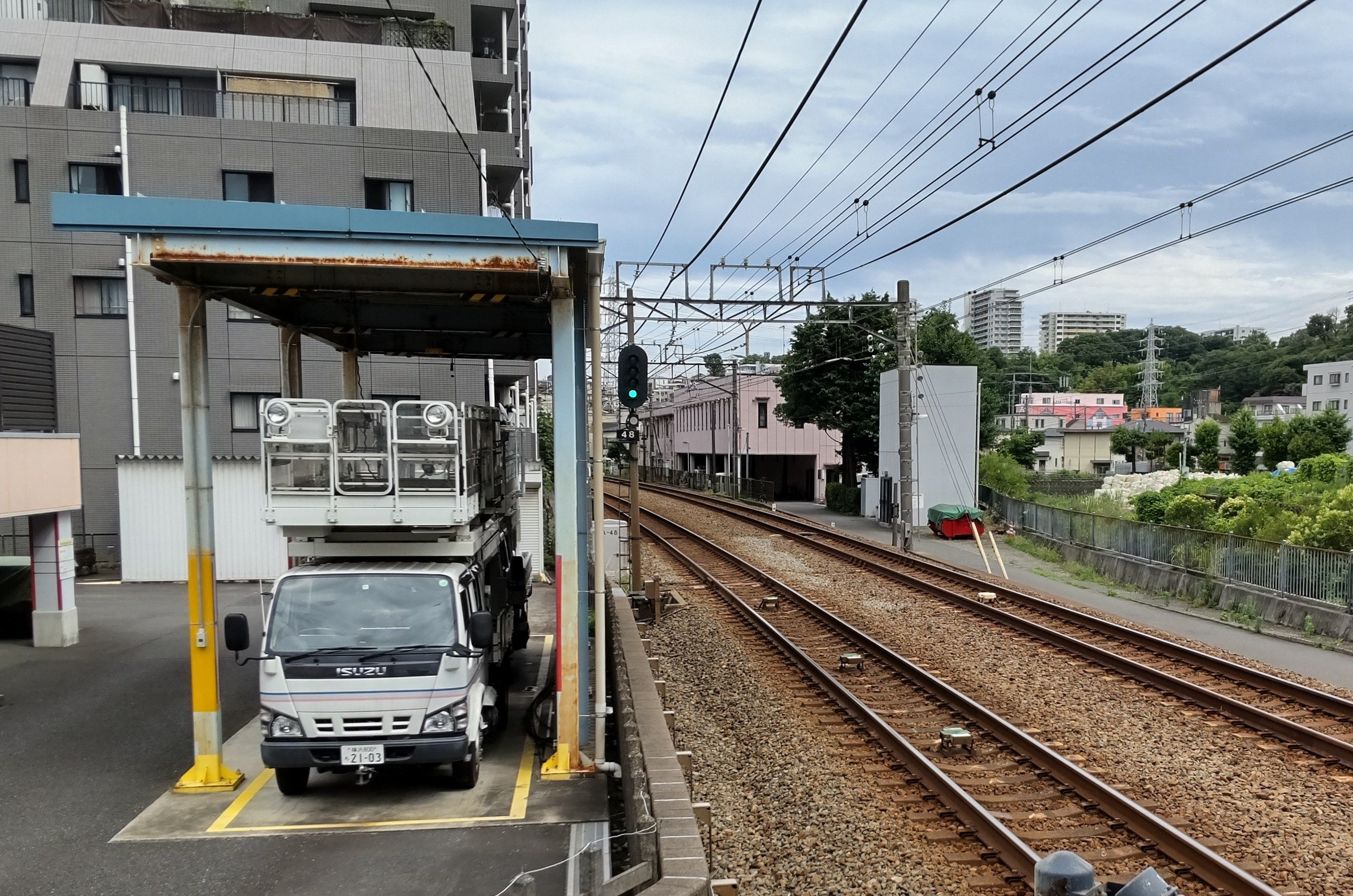
軌陸車の車庫(2021年6月)

## 利用状況
2024年度の1日平均乗降人員は22,607人である。相鉄線全27駅中第16位。
相鉄線における各駅停車のみ停車する駅の中では最大の利用者数ではある。
近年の1日平均乗降・乗車人員推移は下記の通り。
| 年度               | 1日平均 乗降人員 | 1日平均 乗車人員 | 出典     |
| ------------------ | ---------------- | ---------------- | -------- |
| 1980年（昭和55年） |                  | 11,288           | [ # 1 ]  |
| 1981年（昭和56年） |                  | 11,553           | [ # 1 ]  |
| 1982年（昭和57年） |                  | 11,819           | [ # 1 ]  |
| 1983年（昭和58年） |                  | 11,721           | [ # 1 ]  |
| 1984年（昭和59年） |                  | 11,860           | [ # 1 ]  |
| 1985年（昭和60年） |                  | 11,542           | [ # 1 ]  |
| 1986年（昭和61年） |                  | 11,597           | [ # 1 ]  |
| 1987年（昭和62年） |                  | 11,716           | [ # 1 ]  |
| 1988年（昭和63年） |                  | 12,145           | [ # 1 ]  |
| 1989年（平成元年） |                  | 12,263           | [ # 1 ]  |
| 1990年（平成02年） |                  | 12,721           | [ # 1 ]  |
| 1991年（平成03年） |                  | 12,992           | [ # 1 ]  |
| 1992年（平成04年） |                  | 13,131           | [ # 1 ]  |
| 1993年（平成05年） |                  | 13,156           | [ # 1 ]  |
| 1994年（平成06年） |                  | 13,068           | [ # 1 ]  |
| 1995年（平成07年） |                  | 13,090           | [ # 1 ]  |
| 1996年（平成08年） |                  | 12,704           | [ # 1 ]  |
| 1997年（平成09年） |                  | 12,301           | [ # 1 ]  |
| 1998年（平成10年） |                  | 12,170           | [ # 1 ]  |
| 1999年（平成11年） | 22,584           | 11,840           | [ * 1 ]  |
| 2000年（平成12年） | 22,027           | 11,601           | [ * 1 ]  |
| 2001年（平成13年） | 21,798           | 11,456           | [ * 2 ]  |
| 2002年（平成14年） | 21,415           | 11,260           | [ * 3 ]  |
| 2003年（平成15年） | 21,481           | 11,297           | [ * 4 ]  |
| 2004年（平成16年） | 21,193           | 11,140           | [ * 5 ]  |
| 2005年（平成17年） | 21,905           | 11,574           | [ * 6 ]  |
| 2006年（平成18年） | 22,310           | 11,798           | [ * 7 ]  |
| 2007年（平成19年） | 23,081           | 12,152           | [ * 8 ]  |
| 2008年（平成20年） | 23,224           | 12,170           | [ * 9 ]  |
| 2009年（平成21年） | 23,281           | 12,173           | [ * 10 ] |
| 2010年（平成22年） | 23,407           | 12,208           | [ * 11 ] |
| 2011年（平成23年） | 23,514           | 12,227           | [ * 12 ] |
| 2012年（平成24年） | 23,884           | 12,422           | [ * 13 ] |
| 2013年（平成25年） | 24,608           | 12,760           | [ * 14 ] |
| 2014年（平成26年） | 24,364           | 12,569           | [ * 15 ] |
| 2015年（平成27年） | 25,032           | 12,904           | [ * 16 ] |
| 2016年（平成28年） | 25,586           | 13,184           | [ * 17 ] |
| 2017年（平成29年） | 25,953           | 13,354           | [ * 18 ] |
| 2018年（平成30年） | 26,052           | 13,400           | [ * 19 ] |
| 2019年（令和元年） | 26,006           | 13,395           | [ * 20 ] |
| 2020年（令和02年） | 19,644           | 10,073           | [ * 21 ] |
| 2021年（令和03年） | 20,614           | 10,591           | [ * 22 ] |
| 2022年（令和04年） | 21,870           | 11,222           | [ * 23 ] |
| 2023年（令和05年） | 22,484           |                  |          |
| 2024年（令和06年） | 22,607           |                  |          |

## 駅周辺
駅の周辺は帷子川の流れる谷の底で南北ともに丘陵地帯となっている。すぐ北側には国道16号（八王子街道）が並走している。国道16号を超えて北に進むと横浜国立大学や横浜羽沢駅（JR貨物）及び羽沢横浜国大駅（相鉄・JR東日本）などが続く。南側は商店街などが発達しているほか、銭湯が多く立地する。
- 北口
  - 国道16号
  - 城南信用金庫上星川支店
  - 横浜市立保土ヶ谷中学校
  - 横浜市立常盤台小学校
  - 横浜国立大学
  - JCHO横浜保土ケ谷中央病院
  - 聖ヶ丘教育福祉専門学校

- 南口
  - 帷子川
  - モリヤマビル
    - 天然温泉 満天の湯
    - ゴールドジム横浜上星川
    - そうてつローゼン 上星川店

  - アネックス アリオス
    - クリニックステーション
    - 横浜上星川郵便局
    - クリエイトSD上星川駅前店

  - サミットストア 上星川店
  - 上星川浴場
  - 黄金湯
  - 陣ヶ下渓谷（徒歩15分）
  - 横浜市西谷浄水場・横浜水道記念館（徒歩15分）
  - 麒麟堂（古本屋）
  - 横浜市立坂本小学校

## バス路線
最寄りの停留所は3つあり、北口前の「上星川駅」と北口側の国道16号上にある「上星川」、南口を出て帷子川を渡った先の「坂本町」である。
「上星川駅」と「坂本町」は相鉄バスにより運行するバス路線のみ乗り入れているが、「上星川」は相鉄バスに加えて横浜市交通局（横浜市営バス）と神奈川中央交通により運行されるバス路線も乗り入れている。なお、「上星川駅」に乗り入れているバス路線のみ起終点となっているが、駅前のスペースが狭く回転ができないため、前後に待機所が設置されている。

### 上星川駅
- 浜11・浜13：横浜駅西口行／横浜車庫行

### 上星川（国道16号八王子方向）
- 横浜市営バス
  - 92（急行）：笹山団地中央行
- 神奈川中央交通・神奈川中央交通東
  - 1・横51・横52：中山駅行
  - 5：若葉台中央行
  - 62（急行）：千丸台団地行／千丸台集会所行
  - 121：新横浜駅前行
  - 横04：鶴間駅東口行
- 相鉄バス
  - 旭10：よこはま動物園行
  - 深夜急行バス：海老名駅行（※現在運休中）

### 上星川（国道16号横浜方向）
- 横浜市営バス
  - 92（急行）：横浜駅西口行
- 神奈川中央交通
  - 1・5・62（急行）・横04・横51・横52：横浜駅西口行
  - 121：保土ヶ谷駅西口行
- 相鉄バス
  - 旭10：横浜駅西口行

### 坂本町
- 星川駅方向
  - 浜16・浜19：星川駅行／横浜駅西口行
- 市沢町方向
  - 浜16：西原住宅行／鶴ヶ峰駅南口行
  - 浜19：新桜ヶ丘団地行

## 隣の駅
相模鉄道
 相鉄本線
■特急・■通勤急行（平日上りのみ運転）・■快速
通過
■各駅停車
和田町駅 (SO06) - 上星川駅 (SO07) - *新川島駅 - 西谷駅 (SO08)
*打消線は廃駅